# Integrated Lights-Out
Integrated Lights-Out, o iLO, es una tecnología de gestión de servidores integrados patentada por Hewlett-Packard Enterprise que proporciona funciones de gestión fuera de banda. La conexión física es un puerto Ethernet que se puede encontrar en la mayoría de los servidores y microservidores ProLiant de la serie 300 y superior.
iLO tiene una funcionalidad similar a la tecnología de administración de luces apagadas (LOM) que ofrecen otros proveedores, por ejemplo, el puerto LOM de Sun/Oracle, Dell DRAC, IBM Remote Supervisor Adapter y Cisco CIMC.

## Características
iLO permite realizar actividades en un servidor HP desde una ubicación remota. La tarjeta iLO tiene una conexión de red independiente (y su propia dirección IP) a la que se puede conectar a través de HTTPS o SSH. Las opciones posibles son:
- Reiniciar el servidor (en caso de que el servidor ya no responda a través de la tarjeta de red)
- Encender el servidor (es posible hacerlo desde una ubicación remota, incluso si el servidor está apagado)
- Consola del sistema remoto (en algunos casos, sin embargo, es posible que se requiera una 'licencia avanzada' para que funcionen algunas de las utilidades)
- Montar una unidad de CD/DVD física remota o una imagen (medios virtuales), según la licencia.
- Acceder al registro de gestión integrado (IML) del servidor
- Se puede manipular de forma remota a través de Remote Insight Board Command Language (RIBCL) basado en XML
- Soporte completo de interfaz de línea de comandos a través del puerto RS-232 (compartido con el sistema), aunque la incapacidad de ingresar teclas de función impide ciertas operaciones
- Acceso de red remoto SSH a la tarjeta iLO compatible con autenticación de clave pública, clave DSA de 1024 bits,[2][3] al menos desde iLO 3
- Federación iLO[4]
- Autenticación de dos factores[5]
- Syslog remoto,[6] dependiente de la licencia.

iLO proporciona algunas otras utilidades, alimentación virtual y una consola remota. iLO está integrado en la placa del sistema o está disponible como tarjeta PCI.

## Disponibilidad
iLO está integrado o disponible en algunos servidores ProLiant e Integrity.
Antes de iLO, Compaq creó varios otros productos de administración de luces apagadas. La original era la Remote Insight Board (RIB), que estaba disponible como tarjeta de expansión EISA o PCI. RIB se reemplazó con RILOE (Remote Insight Light-Out Edition), que solo estaba disponible para PCI. La RILOE original fue reemplazada por la RILOE II. HP dejó de fabricar RILOE II en 2006. La versión final del firmware para RILOE es 2.53(A) con fecha del 9 de marzo de 2004 y para RILOE II es 1.21 con fecha del 5 de julio de 2006.
Para algunos servidores de la serie ProLiant 100 más antiguos, existe una opción "Lights Out 100", que tiene una funcionalidad más limitada. El LO100 es un IPMI BMC tradicional y no comparte hardware ni firmware con iLO. Los servidores de la serie ProLiant 100 más nuevos tienen un iLO estándar.
También hay una versión de iLO para sistemas HPE Moonshot denominada iLO Chassis Management, que a menudo se abrevia como iLO CM. La versión Chassis Management de iLO se derivó de iLO 4. A partir de junio de 2018, el firmware de Chassis Manager más reciente disponible es la versión 1.56, que se lanzó como parte del Moonshot Component Pack 2018.02.0.

## Versiones
Ha habido varias generaciones de iLO, cada generación anotada por un número de un solo dígito ("iLO 2"). Algunas generaciones de iLO están segmentadas en diferentes ediciones, según las funciones con licencia. iLO incluye firmware actualizable, para el cual HP lanza periódicamente nuevas versiones.
| Nombre | Servidores                                                              | Firmware más reciente                      |
| ------ | ----------------------------------------------------------------------- | ------------------------------------------ |
| iLO    | Servidores ProLiant G2, G3, G4 y G6, números de modelo inferiores a 300 | 1.96 publicado el 30 de abril de 2014      |
| iLO 2  | Servidores ProLiant G4, G5 y G6, números de modelo 300 y superiores     | 2.33 publicado el 30 de marzo de 2018      |
| iLO 3  | Servidores ProLiant G7                                                  | 1.94 publicado el 17 de diciembre de 2020  |
| iLO 4  | Servidores ProLiant Gen8 y Gen9                                         | 2.81 publicado el 7 de septiembre de 2022  |
| iLO 5  | Servidores ProLiant Gen10 (algunos)                                     | 2.72 publicado el 14 de septiembre de 2022 |

## Interfaces de programación
Existen varias herramientas o API para interactuar con HP iLO:
- Ansible: módulo hponcfg[21]
- Perl: Net::OIT[22]
- Python: python-hpilo[23]
- Rubí: ILOrb[24]
- PowerShell: herramientas de secuencias de comandos para Windows PowerShell: cmdlets de iLO[25]

iLO 4 introdujo una API HTTP para administrar la funcionalidad.
Esto sirvió de inspiración para el estándar Redfish desarrollado por DMTF, que se implementa en iLO 5. Se puede administrar de forma estándar en la industria, con todas las herramientas compatibles con Redfish. Sin embargo, dado que Redfish permite a los proveedores agregar funciones personalizadas a su API de Redfish, HPE bifurcó las herramientas de DMTF y agregó funciones adicionales:
- Herramienta ilorest
- Biblioteca Redfish Python

## Temas de seguridad
En diciembre de 2021, los investigadores iraníes de la empresa de seguridad Amnpardaz descubrieron rootkits en los módulos de gestión iLO (Integrated Lights-Out) de HP.